# Shishō
Shishō (師匠), oshishō (お師匠), oshishō-san (お師匠さん) et oshishō-sama (お師匠さま) est un titre japonais qui désigne celui qui détient un savoir, une compétence dans un art japonais donné, dont le nô, le shamisen, le koto, l'ikebana, le shodo, le rakugo et les arts martiaux. Dans le bouddhisme zen Sōtō, le shisho est le certificat de succession qui officialise la transmission du dharma (shiho).
Le mot est une combinaison des kanjis shi (師) (« professeur », « enseignant »), et shō (匠) (« homme de l'art ») ; de même parlant d'un maître en tant que modèle à suivre : shihan. Shishō est plus qu'un simple maître d'apprentissage d'une discipline, il est un maître de la voie.
Il est délicat de traduire directement du japonais par un mot qui n'existe pas dans les langues occidentales, mais shishō pourrait correspondre à une sorte de mentor dont l'enseignement va au-delà de la seule transmission d'un art. Il faut rapprocher cela de la relation qu'ont, parfois, les très jeunes adultes avec des « anciens », qui les font profiter de leur vécu et de leurs savoirs à travers une relation de bienveillance et de respect mutuels. Dans le compagnonnage, il s'agirait du maître-artisan, ce qui correspondrait le mieux à la tradition des dojos japonais.
On confond le terme, en Occident, et souvent à tort, avec le terme senseï.